# The Duh-Vinci Code
The Duh-Vinci Code (рус. «Код да Винчи») — пятый эпизод шестого сезона мультсериала «Футурама».

## Сюжет
Фрай участвует в игре «Кто посмеет стать миллионером» (аналог игры Who Wants to Be a Millionaire?), неверно отвечает на вопрос и проигрывает игру. Из-за этого Профессору стыдно, что Фрай — его родственник. Профессор всегда стремился стать величайшим гением человечества, таким, как Евклид, Коперник или Мозган. А может быть, превзойти самого Леонардо да Винчи: Профессор даже купил на аукционе его бороду. В ней Фрай случайно нашёл утерянную рукопись да Винчи, которая может стать ключом к разгадке одной из величайших его тайн. Профессор также изучил знаменитую «Тайную вечерю» с помощью рентгена и обнаружил шокирующие подробности — Святой Иаков был роботом! Чтобы окончательно разгадать тайну да Винчи, команда Planet Express отправляется в Рим.
В Риме после долгих и опасных поисков удалось найти робота Святого Иакова, называвшего себя Аниматронио, которого сделал Леонардо да Винчи. Но робот не согласился раскрыть тайну. Дальнейшие поиски привели команду в место, где были собраны все изобретения да Винчи. Оказалось, что то, что считали летательной машиной и танком да Винчи, вместе могут быть использованы в качестве космического корабля. На этом космическом корабле Фрай и Профессор попали на планету Винчи.
Оказалось, что Леонардо прилетел с планеты Винчи на Землю, так как он был слишком глуп по сравнению с жителями планеты Винчи. Но среди гораздо более глупых, чем он сам, жителей Земли Леонардо тоже не мог долго жить и вернулся домой. Профессор решил поучиться в университете планеты Винчи, в то время как Леонардо по найденной Фраем рукописи решил собрать машину, сказав Фраю, что это машина для производства мороженого. Но на демонстрации машины оказалось, что Леонардо создал «машину судного дня». Профессор, который понял, что учиться на планете Винчи слишком сложно, встал на его сторону, но Фраю удалось остановить машину. Чтобы избежать позора (машина судного дня никого не убила), Леонардо покончил жизнь самоубийством.

## Персонажи
Список новых или периодически появляющихся персонажей сериала
- Морбо
- Дебют: Аниматронио
- Дебют: Леонардо да Винчи